# دانشگاه میشیگان غربی
دانشگاه میشیگان غربی (به انگلیسی: Western Michigan University)  یک دانشگاه تحقیقاتی دولتی در کالامزو واقع در ایالت میشیگان آمریکا است که در سال ۱۹۰۳ میلادی بنیان‌نهاده شده‌است. دانشکده هوانوردی این دانشگاه نیز یکی از سه مؤسسه برتر آموزشی این رشته در کل ایالات متحده است.

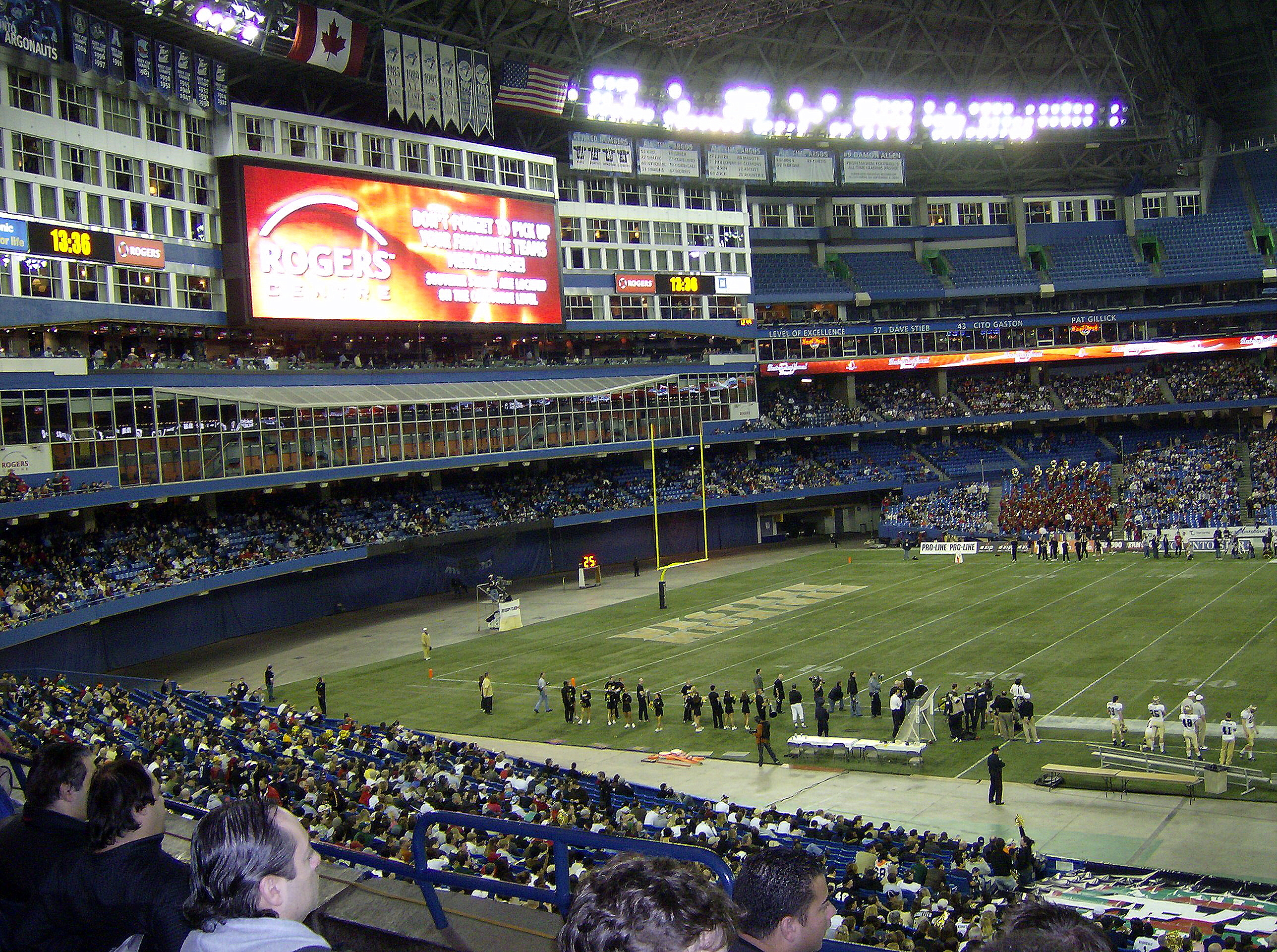
نمایی از ورزشگاه دانشگاه